# I skuggan av Judy Garland
I skuggan av Judy Garland (originaltitel: Life with Judy Garland: Me and My Shadows) är en amerikansk-kanadensisk TV-film från år 2001. Filmen regisserades av Robert Allan Ackerman och är baserad på en bok av Lorna Luft. Filmen tilldelades fem Emmy Awards.

## Handling
Filmen är en biografi över filmstjärnan Judy Garlands liv. Filmen berättar om hennes uppväxt, hur hon fick sitt kontrakt med M.G.M och det stora genombrottet med filmen Trollkarlen från Oz. Sen får man följa hennes karriärs och äktenskaps olika upp- och nergångar. 

## Om filmen
Tammy Blanchard spelade huvudrollen i en skolpjäs i high school. Pjäsen var baserad på L. Frank Baums bok Trollkarlen från Oz, och hennes rollfigur hette Dorothy. Judy Garland spelade samma roll i filmversionen från 1939. I den här filmen gestaltas den unga Judy Garland av Tammy Blanchard, och eftersom Garland var ung - omkring 16 år - då hon medverkade i Trollkarlen från Oz, så fick Blanchard spela Dorothy igen. Blanchard var 23 år gammal då hon medverkade i filmen, och hon spelar Judy Garland som tonåring.
Hugh Laurie, som spelar Vincente Minnelli, har blå ögon. Minelli har bruna ögon, så Laurie fick använda färgade kontaktlinser under inspelningen. 
I en scen där Judy Garland förlorar en Oscar till Grace Kelly så kommer någon med kommentaren "Det här är det största rånet sedan Brinks". Detta refererar till ett bankrån som ägde rum på Brinks Bank i januari 1950. Elva män tog sig in på banken och stal omkring 3 miljoner dollar.
Det här var den sista filmen som Al Waxman medverkade i. Han dog innan filmen haft premiär.

## Rollista i urval
- Judy Davis – Judy Garland
- Victor Garber – Sid Luft
- Hugh Laurie – Vincente Minnelli
- Sonja Smits – Kay Thompson
- Jayne Eastwood – Lottie
- Alison Pill – Lorna Luft
- Tammy Blanchard – den unga Judy Garland
- Marsha Mason – Ethel Gumm
- Dwayne Adams – Mickey Rooney
- Lindy Booth – Lana Turner
- Sarah Moussadji – Liza Minnelli
- Noah Henne – Ray Bolger
- James Kall – Jack Haley
- Michael B. King – Bert Lahr